# Olin platnicki
Olin platnicki är en spindelart som beskrevs av Christa L. Deeleman-Reinhold 200. Olin platnicki ingår som enda art i släktet Olin och familjen Trochanteriidae. Inga underarter finns listade i Catalogue of Life.